# Nightline
Nightline – siódmy album studyjny amerykańskiej piosenkarki jazzowej Randy Crawford, wydany w 1983 przez wytwórnię Warner Bros. Records pod numerem katalogowym 1-23976 (USA). 

## Spis utworów
| A1. | "Nightline" (Glenn Ballard/Davey Faragher/Brie Howard)  | 3:47  |
|     |                                                         |       |
| A2. | "Living On The Outside" (Michael Sembello/Frank Musker) | 3:36  |
|     |                                                         |       |
| A3. | "Why" (Pino Donaggio/Pallavicini)                       | 3:30  |
|     |                                                         |       |
| A4. | "Bottom Line" (Frank Musker/Steve Gehring)              | 4:05  |
|     |                                                         |       |
| A5. | "In Real Life" (Bill LaBounty/Steve Goodman)            | 4:06  |
|     |                                                         |       |
| B1. | "Happy Feet" (Cecil Womack/Linda Womack)                | 4:53  |
|     |                                                         |       |
| B2. | "This ‘ole Heart of Mine" (Cecil Womack/Linda Womack)   | 3:58  |
|     |                                                         |       |
| B3. | "Lift Me Up" (Cecil Womack/Linda Womack)                | 4:26  |
|     |                                                         |       |
| B4. | "Ain’t No Foolin’" (Cecil Womack/Linda Womack)          | 3:51  |
|     |                                                         |       |
| B5. | "Go On and Live It Up" (Randy Crawford)                 | 3:33  |
|     |                                                         |       |
|     |                                                         | 39:45 |
|     |                                                         |       |

## Muzycy
- Randy Crawford – śpiew (nagrania: A1 do B5)
- Abe Laboriel – gitara basowa (nagrania: B1, B2, B3, B4, B5)
- Nathan East – gitara basowa (nagrania: A1, A2, A3, A4, A5)
- Jeff Porcaro – perkusja (nagrania: A3, A4,)
- John Robinson – perkusja (nagrania: A1, A2, A5)
- James Gadson – perkusja (nagrania: B1, B2, B3, B4, B5)
- Reek Havoc – perkusja Simmonsa (nagranie: B1)
- Lenny Castro – instrumenty perkusyjne
- Steve Lukather – gitara rytmiczna (nagrania: A1, A2, A5), gitara (nagrania: A3, A4)
- David Williams – gitara (nagrania: A1, A2, A3, A4, A5)
- Cecil Womack – gitara (nagrania: B1, B2, B3, B4, B5), chórki (nagrania: B1, B2, B4, B5)
- Larry Carlton – gitara solowa (nagranie: A4)
- Dann Huff – gitara solowa (nagranie: A2)
- Robbie Buchanan – instrumenty klawiszowe (nagrania: A1, A2, A5), syntezator (nagrania: A1, A2)
- James Newton Howard – instrumenty klawiszowe (nagrania: A3, A4), syntezator (nagrania: A3, B1)
- Denzil „Broadway” Miller – instrumenty klawiszowe (nagrania: B1, B2, B3, B4, B5)
- Eddie „Gip” Noble Jr. – instrumenty klawiszowe (nagrania: B1, B2, B3, B4, B5)
- Bill Cuomo – syntezator basowy (nagranie: B1)
- Brenda Russell – chórki (nagrania: A1, A2)
- Arnold McCuller – chórki (nagrania: A1, A2, A4)
- David Lasley – chórki (nagrania: A1, A2)
- Linda Womack – chórki (nagrania: B1, B2, B4, B5)
- Curtis Womack – chórki (nagrania: B1, B2, B4, B5)
- Friendly Womack – chórki (nagrania: B1, B2, B4, B5)
- The Womack Bros. aka The Valentinos – chórki
- Carmen Twilley – chórki (nagranie: A4, A5)
- Julia Waters Tillman – chórki (nagranie: A5)
- Maxine Waters Willard – chórki (nagranie: A5)
- Clydene Jackson – chórki (nagranie: A4)

## Produkcja
- Tommy LiPuma - producent
- Al Schmitt – inżynier dźwięku i miksowanie
- Terry Christian – asystent inżyniera dźwięku
- Hugh Davies – asystent inżyniera dźwięku
- Mark Ettel – asystent inżynier dźwięku
- Tom Fouce – asystent inżynier dźwięku
- Bill Jackson – asystent inżynier dźwięku
- Cliff Jones – asystent inżynier dźwięku
- Perry McCreary – asystent inżynier dźwięku
- Richard McKernan – asystent inżynier dźwięku
- All Schmitt Jr. – asystent inżynier dźwięku
- David Schober – asystent inżynier dźwięku
- Mike Reese – mastering
- Robbie Buchanan – aranżacja rytmiczna (nagrania: A1, A2, A5)
- James Newton Howard – aranżacja rytmiczna (nagrania: A3, A4), aranżacja instrumentów strunowych (nagrania: A3, A4)
- Cecil Womack – aranżacja rytmiczna (nagrania: B1, B2, B3, B4, B5)
- Nick DeCaro – aranżacja instrumentów strunowych (nagranie: A5)
- Dale Oehler – aranżacja instrumentów strunowych (nagrania: B2, B3, B4, B5)
- Jan Abbazia – koordynacja produkcji
- Ivy Scoff – koordynacja produkcji
- Laura DiPuma – kierownictwo artystyczne, design
- Craig Dietz – zdjęcie frontowe i tylne okładki

## Pozycje na listach
| Lista 1983                        | Pozycja |
| --------------------------------- | ------- |
| Lista amerykańska Top Jazz Albums | 24      |
| Lista amerykańska R&B Albums      | 41      |
| Lista amerykańska Billboard 200   | 164     |
| Lista brytyjska UK Albums Chart   | 37      |
| Lista holenderska                 | 30      |
| Lista norweska                    | 4       |
| Lista szwedzka                    | 5       |

## Notowania singli
| Rok  | Singel      | Notowania                                        | Poz. |
| ---- | ----------- | ------------------------------------------------ | ---- |
| 1983 | "Nightline" | Lista amerykańska R&B Singles                    | 29   |
| 1983 | "Nightline" | Lista amerykańska Dance Music/Club Play Singles  | 28   |
| 1983 | "Nightline" | Lista amerykańska Hot R&B/Hip-Hop Singles & Trac | 28   |
| 1983 | "Nightline" | Lista belgijska                                  | 29   |
| 1983 | "Nightline" | Lista brytyjska Top 40                           | 51   |
| 1983 | "Nightline" | Lista holenderska                                | 27   |
| 1983 | "Nightline" | Lista szwedzka                                   | 15   |
| 1983 | "Why"       | Lista holenderska                                | 49   |